# 蝙蝠侠：侠影之谜 (游戏)
《蝙蝠侠：侠影之谜》（英語：Batman Begins） 又译为《蝙蝠侠：诞生》，是一个以美国电影《蝙蝠侠：侠影之谜》为原型的的2005年动作扮演电子游戏。它发行于2005年6月14日，在2005年美国超级英雄电影上映之前，其中PlayStation Portable版被取消了，使蝙蝠迷们很是失望。此游戏由欧洲通信组织开发，并由电子艺界公司结合华纳兄弟互动娱乐和DC漫画发行。该游戏发布于Game Boy Advance、Nintendo GameCube、PlayStation 2和Xbox平台上。GameSpot为游戏打了6.8分。